# Adjakson Ramos
Adjakson Soares Vaz Ramos (* 8. Oktober 2002 auf São Tomé und Príncipe), auch in der Schreibweise Adjakson Ramos oder kurz Adjakson, ist ein são-toméischer Fußballspieler auf der Position eines Innenverteidigers. Er ist bei Lusitano Évora in Portugal und in der Fußballnationalmannschaft von São Tomé und Príncipe aktiv.

## Karriere

### Verein
Seine Vereinskarriere begann Adjakson in Portugal, wo er bis zum Jahr 2019 im Juniorenkader des Klubs CAC Pontinha stand. Im Juli 2019 wechselte er in die Jugendabteilung des FC Alverca und gab einen Monat später am 24. August sein Debüt im A-Junioren-Ligaspiel gegen die Auswahl von UD Vilafranquense (0:4). Nach einer kurzen Station im Kader von Alta de Lisboa begann er seine Profikarriere im Juli 2020 bei CO Montijo. Adjakson verließ den Verein aber bereits nach nur einem Jahr wieder und schloss sich den Zweitligisten CF Estrela Amadora an, absolvierte jedoch kein Ligaspiel für die Tricolores. Daraufhin verließ er den Verein und wechselte im Juli 2022 zum portugiesischen Viertligisten Lusitano Évora. Hier absolvierte er in seiner Debütsaison für die Lusitanistas insgesamt 19 Pflichtspieleinsätze und gehörte neben den angolanischen Nationalspieler José Miranda zum Stamm der Mannschaft.

### Nationalmannschaft
Sein Debüt für die Fußballnationalmannschaft von São Tomé und Príncipe gab Adjakson am 22. März 2023, im Rahmen der Qualifikation zur Afrikameisterschaft 2024 unter Trainer Tino, gegen die Auswahl von Sierra Leone (2:2). Auch im Rückspiel vier Tage später nahm er an der Seite von Torhüter Tavinho, Ivonaldo Viegas und Stürmer Luís Leal teil und kam dabei über 90. Minuten zum Einsatz. Sein bisher letztes Länderspiel für die Falcões e Papagaios absolvierte Adjakson am 14. Juni 2023, ebenfalls im Rahmen der Qualifikation zur Afrikameisterschaft 2024, gegen die Mannschaft aus Guinea-Bissau (0:1).